# 김형준 (1987년)
김형준(金亨俊, 1987년 8월 3일~)은 대한민국의 가수이자 배우로 SS301의 구성원이다. 참고로 동생(김기범)이 결혼해서 조카가 있다.

## 학력
- 서울서원초등학교(졸업)
- 원촌중학교(졸업)
- 단국대학교 사범대학 부속고등학교(졸업)
- 경기대학교 다중매체 영상학과(자퇴)→경희사이버대학교 정보통신학과(학사)

## 생애

### 어린 시절
서울에서 태어나 서울서원초등학교와 원촌중학교를 졸업했다. 국악예술고등학교와 단국대학교 사범대학 부속고등학교를 거쳐, 경기대학교 다중매체영상학부를 자퇴 이후, 경희사이버대학교 정보통신학과를 나왔다.

### 데뷔
2005년 6월 8일, DSP 미디어 소속의 그룹 SS501의 멤버로 싱글앨범 SS501로 데뷔하였다. SS501의 막내이며 보컬을 담당한다. 동생 기범과 H&B라는 예명으로 음악의 작곡과 작사활동을 한다. 데뷔 전 옥주현의 뮤직비디오 〈Catch〉에 출연했다. 2006년 애니메이션 《파이스토리》의 파이 역의 더빙에 참여했다. 허영생, 김규종과 함께 유닛 그룹인 SS501 활동에 참여했다. 2009년 프로젝트 솔로 앨범 《화성남자 금성여자》을 발매했다. 2009년 4월 14일부터 라디오 SBS 파워FM 《김형준의 뮤직하이》의 진행자(DJ)가 되었으며 2014년 4월 14일을 마지막으로 끝을 냈다.
2010년 8월 소속사를 에스플러스 엔터테인먼트로 이전하였다. 이전후 바로 뮤지컬에 캐스팅이 되어 연습을 시작했으며 2010년 11월 24일부터 2011년 1월 23일까지 뮤지컬 《카페인》에서 1인 2역의 주인공으로 출연하였다. 2010년 11월 동생 김기범과 함께“Piro-Piro”캐릭터 쇼핑몰 사업을 시작했다.
2011년 1월 일본진출을 위해 에이벡스社와 계약했다. 2011년 2월 간미연의 뮤직비디오 “파파라치”에 출연했다.
2011년 3월 5일 한국 첫 번째 미니앨범 “my girl”의 쇼케이스를 열어 솔로 가수로 데뷔했다. 2011년 4월 6일 일본에서도 첫 미니앨범 “my girl”을 발매하고 일본 동경/오사카/나고야 3개 지역에서 단독 라이브 투어 공연을 개최했다. 2011년 6월 20일Mnet 와이드 연예뉴스의 MC를 맡았다. 아시아 3개국 싱가포르/홍콩/대만 투어 팬미팅을 개최했다. 2011년 7월 27일 일본에서 첫 싱글 “眠れない夜　-Long Night-”을 발매했다.
2012년 7월10일 국내에서 두 번째 솔로앨범 'ESCAPE'를 발매하였고 일본 포함해서 아시아 5개국에 발매되었다

2012년에는 드라마에 본격적으로 출연하여 KBS Drama 《자체발광 그녀》에 남자 주인공 톱스타 강민역으로 출연하였고 SBS Plus 드라마 《그대를 사랑합니다》에 젊은 주인공 정민채역으로 출연하였다 '자체발광 그녀'와 '그대를 사랑합니다' OST에 참여하였다. '자체발광 그녀'는 김형준의 출연으로 일본에서 큰 인기를 얻어 드라마 OST가 한일 양국에 발매되었으며 2012년 3월에 일본 KNTV에서 방영되었다. '그대를 사랑합니다'도 2012년 5월 일본 KNTV에 방영되었으며 2012년 11월 17일'KNTV 드라마 퍼레이드 특집 이벤트'에 배우로 초청되었다.

## 주된 활동
- 솔로곡
  - 2007년 SS501 일본 《Kokoro》: 김형준 - 〈さよならができない〉 (2007.8.1)
  - 2008년 SS501 한국 《U R Man》: 김형준 - 〈I AM〉 (2008.11.21)
  - 2009년 SS501 한국 《Solo Collection》: 김형준 - 〈Hey G〉 (2009.7.2)

### 개별 활동

#### 한국 음반
| 날짜 순          | 앨범명(종류)                         | 곡 순 |
| ---------------- | ------------------------------------ | --- |
| 2009년 4월 9일   | 화성남자 금성여자 (싱글)             | 1. 화성남자 금성여자 (Feat.미소) 2. 비밀금붕어 3. Tonight                                                                                 |
| 2011년 2월 28일  | Girl (디지털 싱글)                   | 1. Girl |
| 2011년 3월 8일   | my girl (미니)                       | 1. Angel (Feat. E-tribe) 2. oH! aH! 3. Girl 4. 다른 여자 말고 너 (Feat. Dok2) 5. Heaven 6. oH! aH! (Inst.) 7. Girl (Inst.)                |
| 2011년 11월 21일 | Kim Hyung Jun Special Edition (미니) | 1. Girl (Spacecowboy Ver.) 2. oH! aH! (Remix Ver.) 3. 다른 여자 말고 너 (Spacecowboy Ver.) 4. Heaven (Inst.) 5. 잠 못 드는 밤(Feat. 길미) |
| 2012년 7월 9일   | ESCAPE (미니)                        | 1. Intro 2. Sorry I’m Sorry (Title) 3. Just Let It Go 4. 나쁜 남자라서 5. 잘못 걸었어                                                     |
| 2013년 8월 13일  | 우리둘이 (디지털 싱글)               | 1. 우리둘이 (Duet. 코타 Of SunnyHill) 2. 우리둘이 (inst.)                                                                                 |
| 2015년 8월 17일  | Cross the line (디지털 싱글)         | 1. Cross the line (Feat. Kebee of 이루펀트) 2. Cross the line (inst.)                                                                     |
| 2017년 3월 8일   | AM to PM 5-11-3 (미니)               | 1. PM 5: 기대 (Count On You) 2. PM 11: 내일 또 모레 (2MORO) 3. AM 3 : WOO YEAH 4. 기대 (CountOn You) (Inst.)                              |
| 2017년 4월 6일   | AM to PM 7-5-11-3                    | 1. AM 7: 7 O'CLOCK 2. PM 5: 기대 (Count On You) 3. PM 11: 내일 또 모레 (2MORO) 4. AM 3: WOO YEAH 5. 7 O`CLOCK (Inst.)                     |

- 참여
  - 2007년 드라마《외과의사 봉달희》 OST: 〈어린날의 기억〉 (with 김규종) (2007.2.16)
  - 2009년 《악녀일기 리턴즈》 OST: 〈Lonely Girl〉 (with 김규종)[24] (2009.2.20)
  - 2009년 리오(L.E.O.) 앨범 《검은띠》: 리오(L.E.O.) - 〈Love Train feat. 김형준〉피처링[25] (2009.2.20)
  - 2009년 A'ST1 앨범 《Dynamite》: A'ST1 - 〈Dynamite〉 피처링[26] (2009.4.16)
  - 2009년 디지털싱글 《아오테아로아》: 〈아오테아로아〉[27] (with 이한철, 스윗 소로우, 정지영) (2009.8.13)
  - 2010년 싱글 《뮤지컬 카페인 OST》: 김형준 - 〈Love Is〉 (Feat. 이소정) (2010.11.26)
  - 2011년 디지털싱글 드라마 《내게 거짓말을 해봐 OST》: 김형준 - 〈이 밤이 지나가면〉 (2011.5.24)
  - 2011년 디지털싱글 드라마 《애정만만세 OST》: 김형준 - 〈갈팡 질팡〉 (2011.8.25)
  - 2011년 앨범 《애정만만세 OST》: 김형준 - 〈갈팡 질팡〉 (2011.11.11)
  - 2012년 앨범 《자체발광 그녀 OST》: 김형준 - 〈달콤, Everyday〉 (2012.3.16)
  - 2012년 앨범 《그대를 사랑합니다 OST》: 김형준 - 〈Sign〉, 〈사랑한단 말도〉 (2012.5.18)

- DVD
  - 2011년 한국 《Kim Hyung Jun Special Edition》CD&DVD

#### 일본 음반
| 날짜 순         | 앨범명(종류)                   | 곡 순 |
| --------------- | ------------------------------ | --- |
| 2011년 4월 6일  | my girl (미니)                 | MOVIE盤 / MUSIC盤 / PHOTO盤 1. Angel (Feat. E-Tribe) 2. OH aH 3. Girl 4. 他の女でなく君 5. Heaven 6. OH aH (Inst.) 7. Girl (Inst.) |
| 2011년 7월 27일 | 眠れない夜 -Long Night- (싱글) | 1. 眠れない夜 -Long Night- 2. 雨にうたれて 3. 眠れない夜 -Long Night- (Instrumental) 4. 雨にうたれて (Instrumental) |
| 2012년 8월 8일  | ESCAPE (미니)                  | CD盤 / CD+写真集盤 / CD+DVD盤#1 / CD+DVD盤#2 / CD+DVD盤#3 1. Intro 2. Sorry I’m Sorry (KR) 3. Just Let It Go (KR) 4. 悪い男だから (KR) 5. 間違い電話 (KR) 6. Sorry I’m Sorry (JP) 7. Callin' (JP) 8. 君を歌う歌 (KR) 9. A型の男 (KR) 10. Sweet, everyday (JP) |

- DVD
  - 2010년 일본 《Kim Hyung Jun Swave 1st Presents Girl》 CD&DVD
  - 2011년 일본 《Kim Hyung Jun's 뮤지컬 카페인》DVD
  - 2011년 일본 《Kim Hyung Jun Special Edition》 CD&DVD

#### 작사·작곡
- 작사&작곡[28]

- - 2008년 SS501 - SS501 스페셜 앨범 - Want it 작사
  - 2008년 SS501 - SS501 스페셜 앨범 - THE ONE 작사
  - 2008년 SS501 - SS501 스페셜 앨범 - I AM 작사
  - 2009년 〈SS501 뮤직하이 로고송〉[29]
  - 2009년 SS501 Collection 2 - Hey G 작사,작곡
  - 2009년 SS501 Rebirth - Obsess (중독...) 작사
  - 2009년 SS501 Rebirth - 완.두.콩 작사
  - 2011년 김형준 솔로 앨범 1st Mini Album My Girl - 다른 여자 말고 너 작사
  - 2011년 김형준 솔로 앨범 1st Mini Album My Girl - Heaven 작사,작곡
  - 2011년 김형준 솔로 앨범 Kim Hyung Jun Special Edition - 잠 못 드는 밤 (Feat. 길미) 작사
  - 2016년 SS301 싱글 ESTRENO - 〈SHINING STAR〉 작사
  - 2017년 김형준 솔로 미니 앨범 AM to PM 5-11-3 - PM 5: 기대 (Count On You) 작사,작곡
  - 2017년 김형준 솔로 미니 앨범 AM to PM 5-11-3 - PM 11: 내일 또 모레 (2MORO) 작사,작곡
  - 2017년 김형준 솔로 미니 앨범 AM to PM 5-11-3 - 기대 (Count On You) (Inst.) 작곡
  - 2019년 김형준 - 싱글 <SNAP SHOT> - SNAP SHOT 작사

## 그 밖의 활동

### 라디오(DJ)
- 2009년 SBS 파워FM 《김형준의 뮤직하이》 진행[6] (2009.4.14 ~ 2014.4.14)

### 예능
- 2005년 Mnet 《M Countdown》 진행 (with 박정민) (2005.6.9 ~ 2005.10.13)
- 2006년 Mnet 《Hello 쳇》 진행 (2006.5.1 ~ 2006.6.5)
- 2008년 Mnet 《Ch27. 알부라리》 진행 (2008.3.16 ~ 2008.5.31)
- 2009년 MTV 《The M》 진행 (with 써니) (2009.2.13 ~ 2009.8.17)
- 2009년 MBC 드라마넷 《식신원정대》 진행 (2009.6.5 ~ 2009.7.31)
- 2009년 SBS 《찾아라! 녹색황금》 진행 (2009.9.14 ~ 2009.10.19)
- 2010년 MBC 에브리원 《오.밤.아 (오밤중의 아이들)》진행 (2010.9.30 ~ 2010.11.4)
- 2011년 Mnet 《와이드 연예뉴스》 진행 (2011.6.20 ~ 2011.12.9)
- 2019년 MBC 《미스터리 음악쇼 복면가왕》 - 인정? 어 인정~ ㅇㅈ <참가자>

### 드라마
- 2011년 Trend E 《피아니시모 - 블랙시티》 동욱 역 (2011.10.31)
- 2012년 KBS Drama 《자체발광 그녀》 강민 역 (2012.1.7~3.17)
- 2012년 SBS Plus 《그대를 사랑합니다》정민채 역 (2012.4.16~6.5)
- 2013년 MBC 《금 나와라, 뚝딱!》 정몽규 역 (2013.4.6~9.22)
- 2013년 KBS 1TV 《사랑은 노래를 타고》 한태경 역 (2013.11.4~2014.6.6)

### 영화
- 《배우는 배우다》 (2013년) - 신인남 공명 역

### 뮤지컬
- 2010년 《카페인》 지민, 정민 1인2역(2010.11.24 ~ 2011.01.24)
- 2016년 《인 더 하이츠》 베니 역

### 모델
- 2009년-서울패션위크 F/W 09-10' 송지오 패션쇼 (3월 27일)
- 2010년-서울패션위크 F/W 10-11' 송지오 패션쇼 (3일 26일), 서울패션위크 S/S 11' 송지오 패션쇼 (10월 22일)
- 2011년-서울패션위크 S/S 12' 송지오 패션쇼 (10월 21일)

### 공연
- 2010년 싱가포르 팬미팅/쇼케이스 (2010.8.28)
- 2010년 대만 팬미팅/쇼케이스 《“I AM” SS501 Kim Hyung Jun! 1st International Fan Meeting Tour》 (2010.10.24)
- 2011년 일본 팬미팅/쇼케이스 《Kim Hyung Jun Japan 1st Party in Tokyo》 (2011.2.19)
- 2011년 한국 쇼케이스 《Kim Hyung Jun Solo Showcase, My Girl》 (2011.3.5)
- 2011년 일본 콘서트 《KIM HYUNG JUN JAPAN LIVE TOUR 2011》 나고야(2011.4.23)/오사카(2011.4.24)/도쿄(2011.5.1~3)
- 2011년 싱가포르 팬미팅 《Kim Hyung Jun 2011 Fan Meeting in Singapore》 (2011.6.17)
- 2011년 홍콩 팬미팅 《Kim Hyung Jun 2011 Fan Meeting in Hong Kong》 (2011.7.17)
- 2011년 대만 팬미팅 《Kim Hyung Jun 2011 Fan Meeting in TAIPEI》 (2011.7.24)
- 2011년 한국 생일파티/팬미팅 《Kim Hyung Jun 25th Birthday Party 2!5! Concert》 (2011.8.3)
- 2011년 일본 콘서트 《KIM HYUNG JUN TOUR SUMMER FESTIVAL》 도쿄(2011.8.19~20)/오사카(2011.8.24)/나고야(2011.8.28)
- 2011년 일본 콘서트 《“私に嘘をついてみて” OST FESTIVAL》 요코하마 (2011.11.26)
- 2012년 일본 콘서트 《2012 1st STORY in JAPAN》 오사카(2012.3.29)/나고야(2012.3.31)/도쿄(2012.4.6~7)
- 2012년 한국 쇼케이스 《Kim Hyung Jun Solo Showcase, Escape》 (2012.6.29)
- 2012년 일본 콘서트 《2012 Kim Hyung Jun 2nd Story in Japan ~Zeep Tour~》 도쿄(2012.8.3~4)/후쿠오카(2012.8.11)/오사카(2012.8.12)/나고야(2012.8.19)/삿포로(2012.8.25)

### 뮤직비디오
- 2004년 옥주현 - 〈Catch〉
- 2011년 간미연 - 〈파파라치〉

### 더빙
- 2006년 애니메이션 《파이 스토리》 파이 역 (2006)[4]

## 수상
- 2012년 제1회 에이판 스타 어워즈 라이징스타상
- 2013년 제8회 2013 아시아 모델 페스티벌 어워즈 (2013 Asia Model Festival Awards) 패셔니스타상